# Лабела (програмирање)
Лабела у програмским језицима је секвенца карактера која идентификује одређену локацију у изворном коду. У већини језика, лабела је идентификатор иза које често долази неки знак интерпункције (нпр. двотачка). У многим програмским језицима вишег нивоа, лабела служи као одредиште GOTO израза. У асемблеру, лабеле могу да буду одредиште за JMP инструкцију. Неки језици, попут Фортрана и Бејсика подржавају нумеричке лабеле.